# Шапел Ире
Шапел Ире (фр. Chapelle-Urée) насеље је и општина у северној Француској у региону Доња Нормандија, у департману Манш која припада префектури Авранш.
По подацима из 2011. године у општини је живело 131 становника, а густина насељености је износила 28,48 становника/km². Општина се простире на површини од 4,6 km². Налази се на средњој надморској висини од 212 метара (максималној 237 m, а минималној 140 m).

## Демографија
| 1962. | 1968. | 1975. | 1982. | 1990. | 1999. | 2011. |
| ----- | ----- | ----- | ----- | ----- | ----- | ----- |
| 193   | 218   | 208   | 181   | 169   | 122   | 131   |

График промене броја становника у току последњих година